# Troglohyphantes birsteini
Troglohyphantes birsteini este o specie de păianjeni din genul Troglohyphantes, familia Linyphiidae, descrisă de Charitonov, 1947. Conform Catalogue of Life specia Troglohyphantes birsteini nu are subspecii cunoscute.